# حصار اندف
حصاراندف مرکز دهستان حصار ،یک روستای زیبا از توابع بخش خبوشان ، شهرستان فاروج، خراسان شمالی با جمعیت 850 نفری که حدود 260 خانوار می باشد این روستا از شرق و شمال با رودخانه و کوه های زیبا محاصره شده و از جنوب و غرب متصل به دشت های وسیع و حاصل خیز کشاورزی می باشد.
عمده محصولات کشاورزی این روستا ، گندم و جو ، انگور ، کشمش ، زعفران ، گردو ، آلبالو و گیلاس می باشد.
این روستا به لحاظ موقعیت جغرافیایی وسیع و توپولوژی دارای موقیت خاص می باشد که توجه سایرین را به خود جلب نموده و همین دلیل باعث جذب مهاجر شده که همه ساله با سرعت به جمعیت این روستا اضافه می گردد.

روستا در مسیر روستاهای گردشگری اسفجیر و خوکانلو بوده و زیبایی خاص خود را نیز حفظ نموده که در ایام تعطیلات گردشگران زیادی از طبیعت این روستا استفاده مینمایند.